# Kastro-Kyllini
Kastro-Kyllini (Grieks: Κάστρο-Κυλλήνη) was een gemeente in de Griekse bestuurlijke regio (periferia) West-Griekenland, in het departement Ilia. De gemeente telde 4486 inwoners. Zetel van de gemeente was Cyllene (Kyllini).
Kastro-Kyllini is vanaf 2011 een deelgemeente (dimotiki enotita) van de fusiegemeente Andravida-Kyllini.